# 杜里達諾夫峰

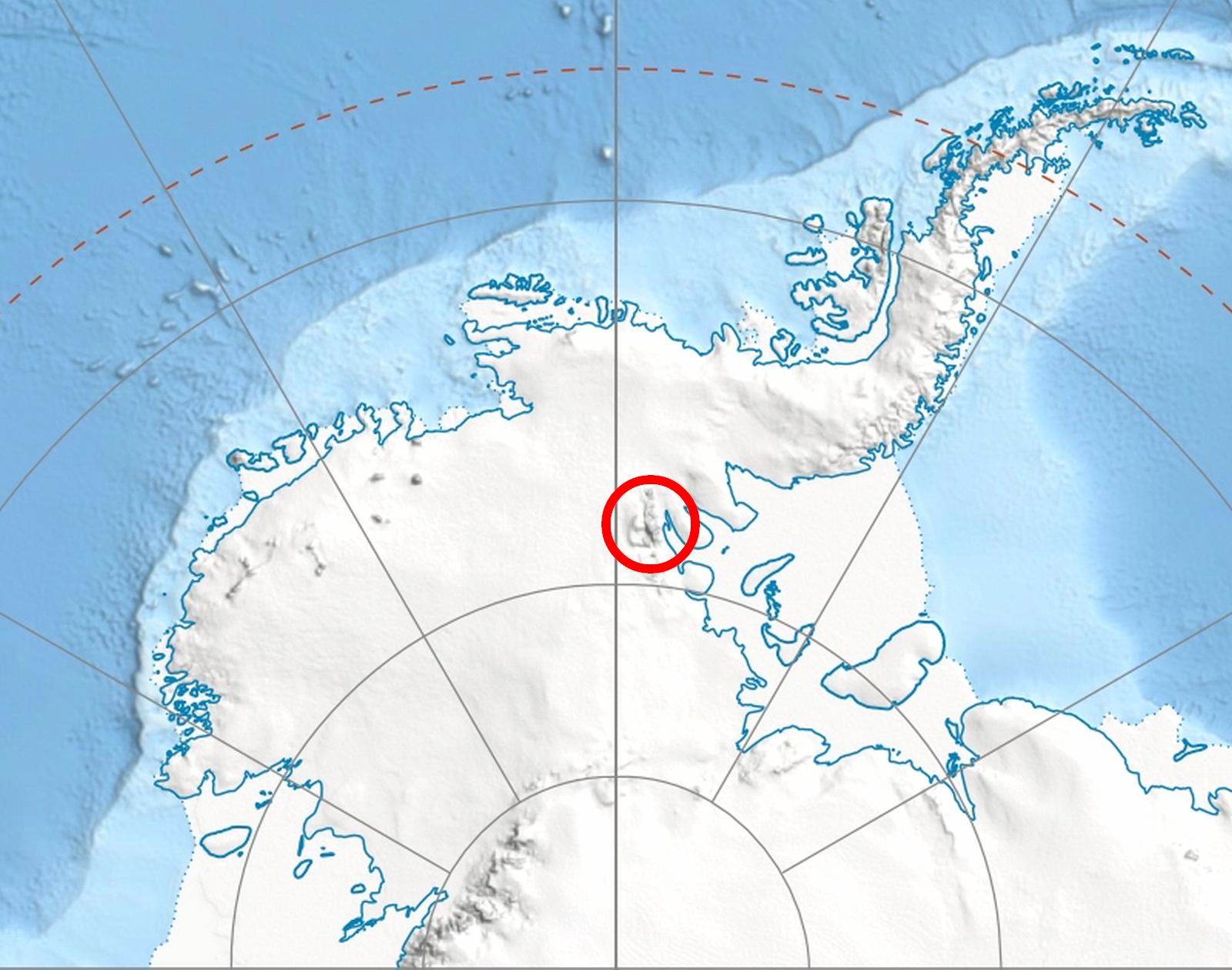

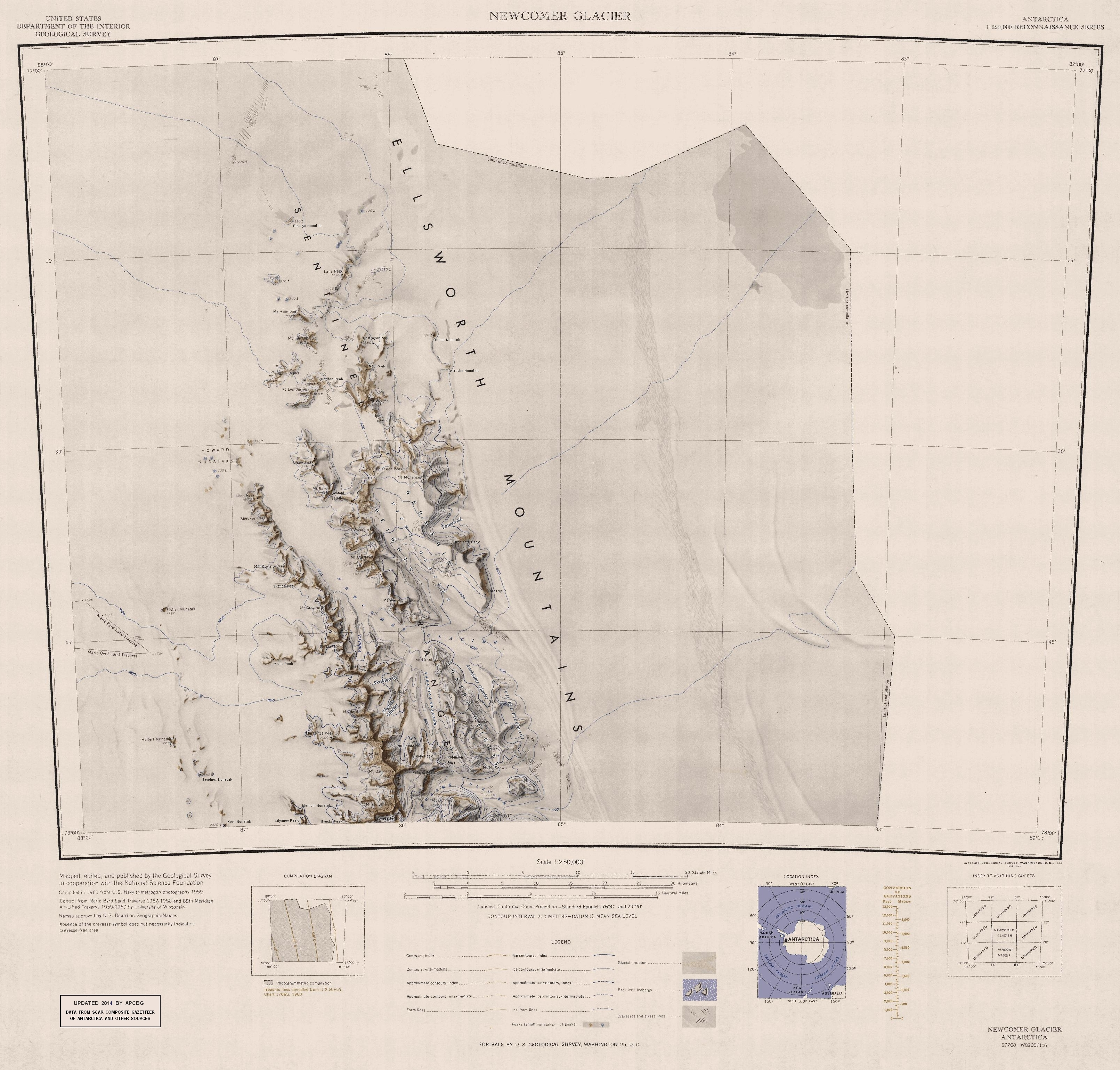

杜里達諾夫峰（英語：Duridanov Peak）是南極洲的山峰，位於埃爾斯沃思地，屬於埃爾斯沃思山脈的一部分，海拔高度2,500米，以保加利亞語言學家命名，現時由南極條約體系管理。